# Малі Телковичі
Малі́ Телковичі — село в Україні, у Володимирецькій селищній громаді Вараського району Рівненської області. Населення становить 304 осіб.

## Географія
Село розташоване на правому березі річки Стир.

## Історія
12 червня 2020 року, відповідно до розпорядження Кабінету Міністрів України № 722-р від «Про визначення адміністративних центрів та затвердження територій територіальних громад Рівненської області», увійшло до складу Володимирецької селищної громади Володимирецького району.
19 липня 2020 року, в результаті адміністративно-територіальної реформи та ліквідації Володимирецького району, село увійшло до складу Вараського району.

## Населення
За переписом населення 2001 року в селі мешкало 299 осіб.

### Мова
Розподіл населення за рідною мовою за даними перепису 2001 року:
| Мова       | Відсоток |
| ---------- | -------- |
| українська | 99,67 %  |
| російська  | 0,33 %   |

## Кулінарія
В селі готують унікальну сушену рибу в печі, яка є претендентом на включення в перелік елементів нематеріальної спадщини Рівненщини. Смакує сушена риба і як окрема страва, наприклад, до пива, а також — у борщі з квашеною капустою, можна готувати з нею й суп. Але найкраще, звичайно, їсти окремо.